# Prueba de virginidad

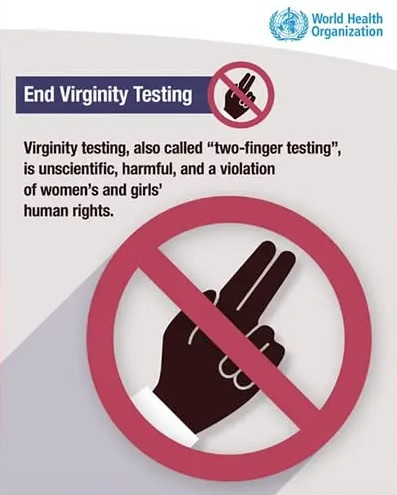
Cartel de la Organización Mundial de la Salud contra las pruebas de virginidad

Una prueba de virginidad es el procedimiento pseudocientífico para determinar si una mujer es virgen; es decir, si nunca ha tenido relaciones sexuales vaginales. La prueba consta de una inspección del himen, dando por hecho que solo puede romperse como resultado de una penetración vaginal.
Las pruebas de virginidad son ampliamente consideradas controvertidas debido a sus implicaciones para las mujeres y niñas examinadas, ya que se consideran poco éticas, y porque dichas pruebas se consideran, en general, poco científicas. 

## Tipos de pruebas
Las pruebas para comprobar la virginidad varían de una zona a otra. En las áreas donde hay suficientes médicos,  como en Turquía antes de que el gobierno prohibiera esta práctica, las pruebas suelen hacerse en una consulta médica. Si por el contrario escasean los médicos, las practican ancianas o cualquiera que sea capaz de identificar un himen de forma fiable. Esto es lo habitual en las tribus africanas que realizan este tipo de pruebas[cita requerida].
Otra forma de prueba de virginidad consiste en comprobar la laxitud de los músculos vaginales con los dedos (la «prueba de los dos dedos»). Un doctor realiza la prueba insertando un dedo en la vagina de la mujer, y por la flaccidez que aprecia en las paredes vaginales determina si está «acostumbrada a las relaciones sexuales». Pero las autoridades médicas y los grupos que se oponen a las pruebas de virginidad cuestionan la utilidad de estos criterios, ya que tanto la laxitud vaginal como la ausencia de himen pueden estar causadas por otros factores, y la «prueba de los dos dedos» se basa en una observación subjetiva. En las pruebas de virginidad, la presencia del himen suele determinar si una mujer es virgen.
En las tribus bantúes de Sudáfrica, son habituales las pruebas de virginidad, e incluso la sutura de los labios mayores, la llamada infibulación. En Sudán, las mujeres kenuzi se casan por tradición antes de la pubertad con hombres adultos que las inspeccionan con los dedos para comprobar su virginidad
En España y otros países europeos, como Francia y Portugal, se practica el ajuntamiento o prueba del pañuelo en las comunidades de etnia gitana. En el ajuntamiento, que se realiza el mismo día de la boda, la llamada la ajuntadora, una mujer especializada en esta prueba,  examina el himen de la novia en presencia de las mujeres casadas asistentes a la boda, y obtiene varias manchas («rosas») en un pañuelo, que supuestamente demuestran la virginidad de la joven y después se exhiben con orgullo ante los asistentes a la boda. Si esta prueba no obtiene el resultado deseado, la familia del novio puede anular la boda, y la novia –así como su familia– quedará deshonrada.

## Razones
Ciertas culturas exigen pruebas de la virginidad de la novia antes del matrimonio. Tradicionalmente, la virginidad se demuestra por la presencia de un himen intacto, lo que se verifica por un examen físico, normalmente realizado por un médico, que expide un certificado de virginidad o por una «prueba de sangre», es decir, el sangrado vaginal que se produce cuando se desgarra el himen. El examen físico suele hacerse antes de la boda, mientras que en la «prueba de sangre» se buscan señales de sangrado tras la consumación del matrimonio, posterior a la ceremonia.

## Moralidades
Generalmente, exigirle a una mujer que pase por una prueba de virginidad se considera ofensivo, sobre todo cuando lo exige un gobierno. La práctica se estima sexista, y perpetúa la noción de que las relaciones sexuales fuera del matrimonio son aceptables para un hombre, pero no para una mujer, además de sugerir que la actividad sexual de una mujer debe estar sujeta a críticas y escrutinio público, lo que no se aplica a los hombres.
El 23 de marzo de 2011, Amnistía Internacional protestó ante el gobierno egipcio por haber realizado supuestamente pruebas forzosas de virginidad a detenidas. El gobierno admitió que su ejército había llevado a cabo pruebas de este tipo a mujeres arrestadas durante la revolución egipcia de 2011, alegando que se hicieron para refutar las acusaciones de que algunas mujeres hubieran sufrido violaciones mientras estaban detenidas. Amnistía Internacional describió las pruebas como una «auténtica tortura». Las pruebas de virginidad hechas por el ejército a las detenidas se prohibieron el 27 de diciembre de 2011, aunque el doctor que realizó las pruebas fue absuelto de todos los cargos en marzo de 2012. Samira Ibrahim fue la mujer que presentó una denuncia contra el gobierno, iniciando el debate público sobre el uso de estas pruebas por el gobierno egipcio. En respuesta a la absolución del médico, Ibrahim dijo: «El cuerpo de una mujer no debe utilizarse como herramienta de intimidación, y nadie debe ver su dignidad violada». Aunque no es posible determinar si una vagina ha sido penetrada antes del matrimonio, muchos cónyuges piden pruebas de virginidad basándose en el hecho de que no hubo sangre durante la primera relación sexual, lo que ha conducido a innumerables problemas sociales en muchos países de Oriente Medio.
También se hacían pruebas de virginidad a las mujeres que entraban en el Reino Unido con visado de los llamados «de prometida». Esta práctica fue denunciada por The Guardian en 1979. y la política cambió rápidamente En enero de 1979, funcionarios británicos de inmigración exigieron a una mujer que se hiciera una prueba de virginidad cuando llegó a Londres afirmando que venía a casarse. Este tipo de visita no necesitaba visado, pero le pidieron que se sometiera a dicho examen como prueba de buena fe.
En India se realizan pruebas para comprobar actividad sexual previa a las víctimas de violación. El tribunal supremo de dicho país falló que la prueba de los dos dedos viola el derecho a la privacidad de las víctimas, y exigió al gobierno indio que proporcione procedimientos médicos más adecuados para confirmar el abuso sexual. Human Rights Watch ha criticado con insistencia esta prueba, tachándola de «degradante y poco científica», además de considerarla un segundo ataque a mujeres ya de por sí traumatizadas. HRW teme que estas pruebas sirvan para que los tribunales indios basen sus veredictos en su opinión sobre el carácter moral de la víctima.
En agosto de 2013, el jefe de Educación del distrito de Prabumulih Sumatra Meridional,  Muhammad Rasyid, anunció que las alumnas adolescentes de secundaria deberían someterse obligatoriamente a pruebas de virginidad anuales a partir de 2014. La intención del gobierno es reducir la promiscuidad en el distrito.
En junio de 2015,  Atena Farghadani fue acusada por las autoridades iraníes de «relaciones sexuales ilícitas sin llegar al adulterio» por estrechar la mano de su abogado. Farghadani se queja de que los funcionarios y guardias de prisiones le dirigen gestos obscenos, comentarios de naturaleza sexual y otros insultos. En septiembre de 2015 hizo una huelga de hambre «seca» de tres días para protestar por ese maltrato. No obstante, el acoso ha continuado: en una nota de Farghadani filtrada desde la prisión que ha podido ver Amnistía Internacional, Farghadani dice que el 12 de agosto de 2015, las autoridades judiciales la llevaron a un centro médico fuera de la prisión y la obligaron a someterse a una prueba de virginidad, supuestamente con el propósito de investigar los cargos de los que se le acusa.

## Fiabilidad
Muchos investigadores afirman que la presencia de un himen intacto no es un indicador fiable de la ausencia de penetración vaginal, ya que el desgarro del himen puede deberse a relaciones involuntarias, como una violación, o a otras circunstancias.
El himen, llamado así por Himeneo, el dios griego del matrimonio, es un anillo de tejido carnoso que se ubica en la abertura vaginal. Puede presentar numerosos aspectos, desde ser fino y elástico a grueso y bastante rígido. También puede no haber himen en absoluto. La única variación que precisa de una intervención médica es el himen imperforado, que obstruye o dificulta el paso del fluido menstrual. En ese caso, puede ser necesaria la cirugía para corregir este problema y posibilitar el coito. La creencia de que el himen siempre se rompe durante la primera relación sexual o que es necesario que haya relación sexual para que se rompa el himen es errónea. Se sabe que algunas mujeres nacen sin himen.
En 2009, la Asociación Sueca para la Educación Sexual propuso que el término «himen» se sustituyera por «corona vaginal».
Las mujeres pueden someterse a una operación quirúrgica, la himenoplastia, que consiste en reparar o sustituir un himen rasgado, con el fin de pasar las pruebas de virginidad.

## Críticas
En mayo de 2013, el Tribunal Supremo de India falló que la prueba de los dos dedos realizada a las víctimas de una violación vulnera su derecho a la privacidad, y pidió al gobierno del presidente Kejriwal que proporcionase procedimientos médicos más adecuados para confirmar un ataque sexual El tribunal calificó la prueba de «hipotética» y «tendenciosa». La mayoría de países la descartan por arcaica, poco científica e invasiva de la privacidad y la dignidad. El Colegio de Médicos de Quebec ha prohibido a sus miembros realizar pruebas de virginidad después de que se descubriera que algunos de ellos las habían efectuado y expedían certificados de virginidad.

## Razones para la prueba

### Prevención de enfermedades y embarazos
La prevención de la propagación del VIH y de los embarazos adolescentes son dos de las razones que aducen los defensores de las pruebas de virginidad. En 2004, Naboth Makoni, jefe de un poblado de Zimbabue declaró que iba a comenzar a realizar pruebas de virginidad como forma de proteger a su pueblo contra el VIH. Makoni dijo que se centraba en las chicas porque creía que eran más fáciles de controlar que los chicos. En Sudáfrica, donde las pruebas de virginidad están prohibidas, la tribu zulú cree que esta práctica previene la propagación del VIH y los embarazos adolescentes. Una mujer entrevistada por el Washington Post declaró que «las pruebas de virginidad son importantes porque la chicas se asustan de los chicos. Porque lo que sucede es que primero los chicos te despojan de tu virginidad, y lo siguiente es que estás embarazada y tienes SIDA».

### Afirmación real

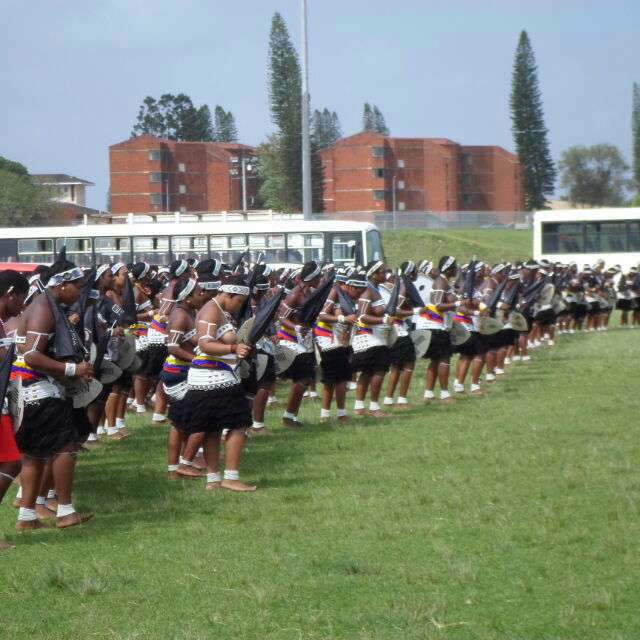
Danza de las vírgenes zulúes. 2019

En la cultura zulú existe una tradición por la que las chicas de cierta edad realizan una danza para el rey, pero solo las vírgenes están autorizadas a participar. Si una chica pasa la prueba y es declarada virgen, se convierte en motivo de orgullo para su familia. En caso contrario, el padre de la joven debe pagar una multa por «manchar» a la comunidad, y la chica será apartada de las vírgenes «certificadas». A causa de los efectos que la «impureza» tiene para las jóvenes y sus familias, la prueba de virginidad tiene el potencial de cambiar su vida.

### Inmigración
El Reino Unido tenía la política de realizar pruebas de virginidad a las mujeres que decían emigrar para casarse con sus prometidos que ya vivían en el país. El gobierno británico creía que si las mujeres eran vírgenes, era más probable que estuvieran diciendo la verdad sobre las razones que habían tenido para emigrar al país. Estas pruebas se suspendieron en 1979.

### Requisito laboral
En 2014, Human Rights Watch informó que en Indonesia se practican pruebas físicas de virginidad de forma rutinaria a las candidatas a policía.